# طيران عام

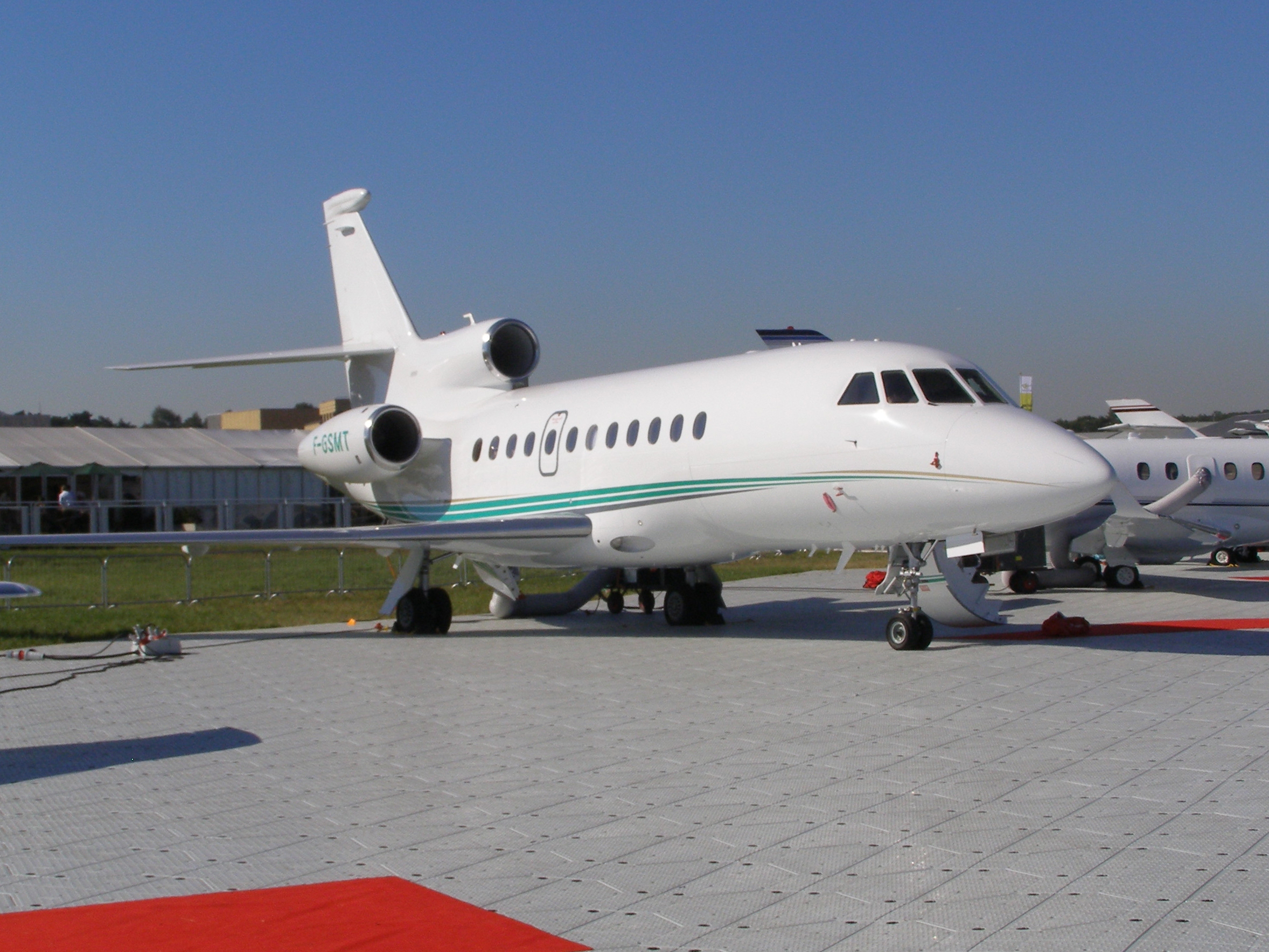
جيت ألفيرس فالكون 900

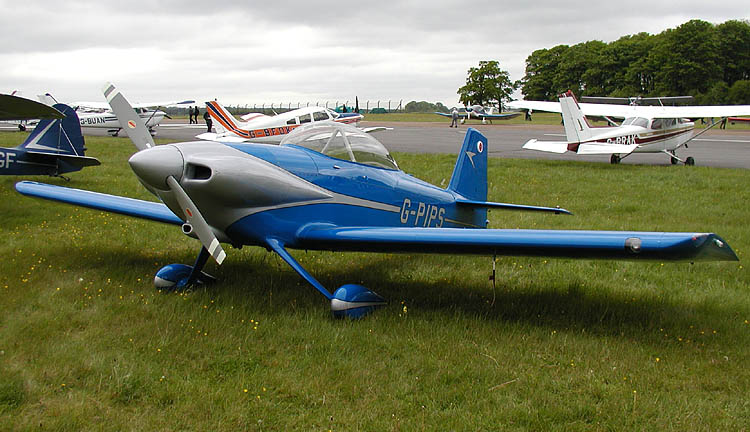
مشهد الطيران العام في مطار كمبل، إنجلترا

الطيران العام هو جميع عمليات الطيران المدني الأخرى من الخطوط الجوية المنتظمة -المجدولة- والعمليات غير المنتظمة النقل الجوي لقاء مكافأة تعويضية - الأجر- أو عن طريق الاستئجار. وتتراوح رحلات الطيران العام من الطائرات الشراعية والمظلات التي تعمل بالطاقة لرحلات الشركات التجارية. معظم حركة النقل الجوي في العالم تقع ضمن هذه الفئة، ومعظم مطارات العالم تخدم الطيران العام حصرا.
ويغطي الطيران العام مجموعة كبيرة من الأنشطة التجارية وغير التجارية، بما في ذلك أندية الطيران والتدريب على الطيران، والطيران الزراعي، وتصنيع الطائرات الخفيفة وصيانتها.

## الطيران العام في العالم

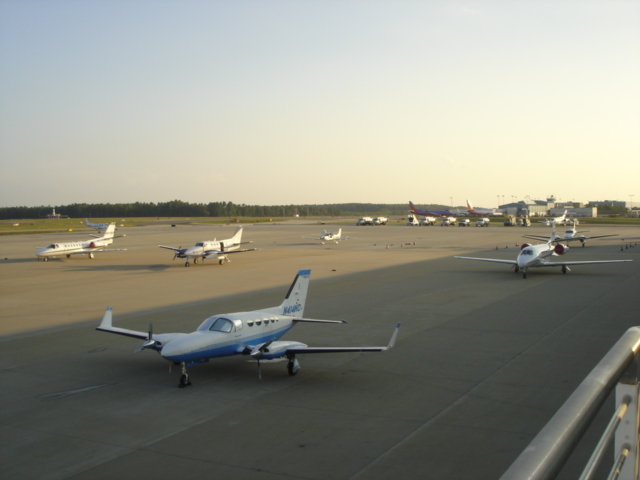
محطة الطيران العام في مطار رالي دورهام الدولي

### أوروبا
وفي عام 2003، أنشئت الوكالة الأوروبية للسلامة الجوية (إيسا) بوصفها الجهة المنظمة المركزية للاتحاد الأوروبي، وتولت المسؤولية عن تشريع صلاحية الطيران والتنظيم البيئي من السلطات الوطنية.

### المملكة المتحدة
من بين 21,000 طائرة مدنية مسجلة في المملكة المتحدة، و 96 في المائة منخرطون في عمليات الطيران العام، ويتراوح سنويا أسطول الطيران العام بين 1.25 و 1.35 مليون ساعة طيران. هناك 28,000 من أصحاب رخصة الطيار الخاص، و 10,000 الطيارين طائرة شراعية معتمدة. كما يشارك بعض الطيارين البالغ عددهم 19 ألفا الذين يحملون تراخيص مهنية في أنشطة الجمعية العامة. يعمل الطيران العام من أكثر من 1800 مطار ومواقع هبوط، والتي تتراوح في الحجم من المطارات الإقليمية الكبيرة.
الطيران العام هي منظمة من قبل هيئة الطيران المدني (كا)، (CAA)، بالرغم من أن السلطات التنظيمية يجري نقلها بشكل متزايد إلى الوكالة الأوروبية لسلامة الطيران (إيسا)، (EASA). وينصب تركيزها الرئيسي على معايير الصلاحية للطيران والترخيص التجريبي، والهدف من ذلك هو تعزيز مستويات عالية من السلامة.

### في أمريكا الشمالية

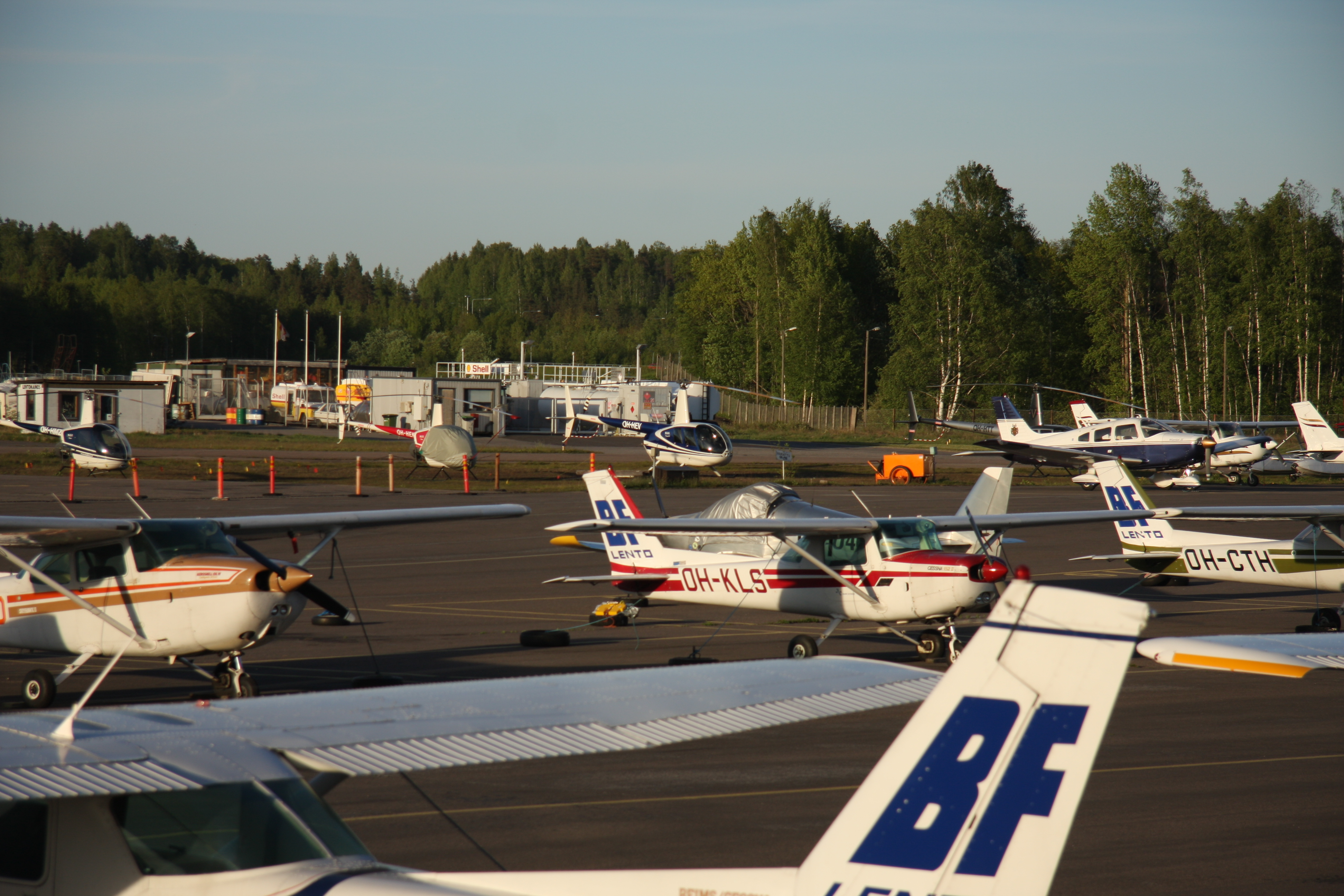
طائرات الطيران العام في هلسنكي - مطار مالمي، فنلندا.

يحظى الطيران العام بشعبية خاصة في أمريكا الشمالية، مع أكثر من 6,300 المطارات المتاحة للاستخدام العام من قبل الطيارين من طائرات الطيران العام (حوالي 5,200 المطارات في الولايات المتحدة، وأكثر من 1,000 في كندا. وبالمقارنة، تعمل الرحلات المجدولة من حوالي 560 مطارا في الولايات المتحدة  ووفقا لرابطة مالكي الطائرات والطيارين الأمريكيين، يوفر الطيران العام أكثر من واحد في المئة من الناتج المحلي الإجمالي للولايات المتحدة، وهو ما يمثل 1.3 مليون وظيفة في الخدمات المهنية والتصنيع.

## التنظيم والسلامة

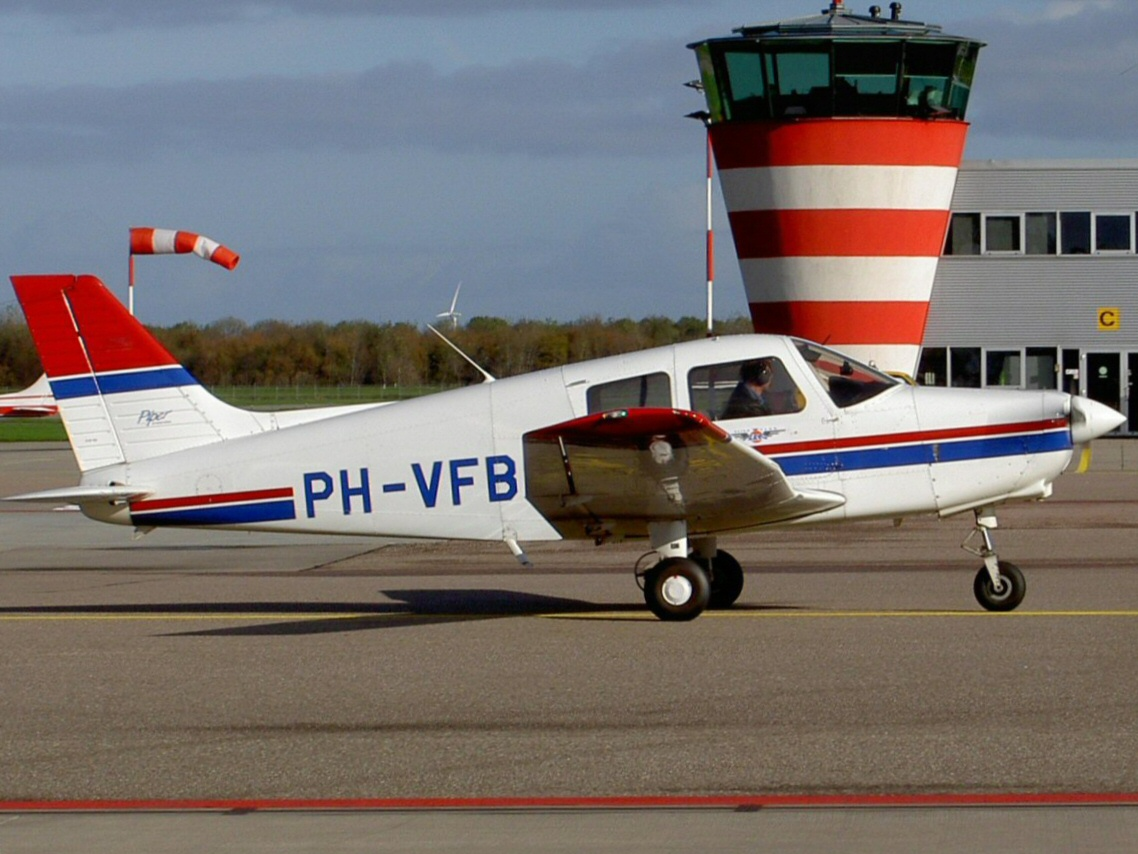
طائرة خاصة في عهد ما يطلق عليه خريف الطيران العام

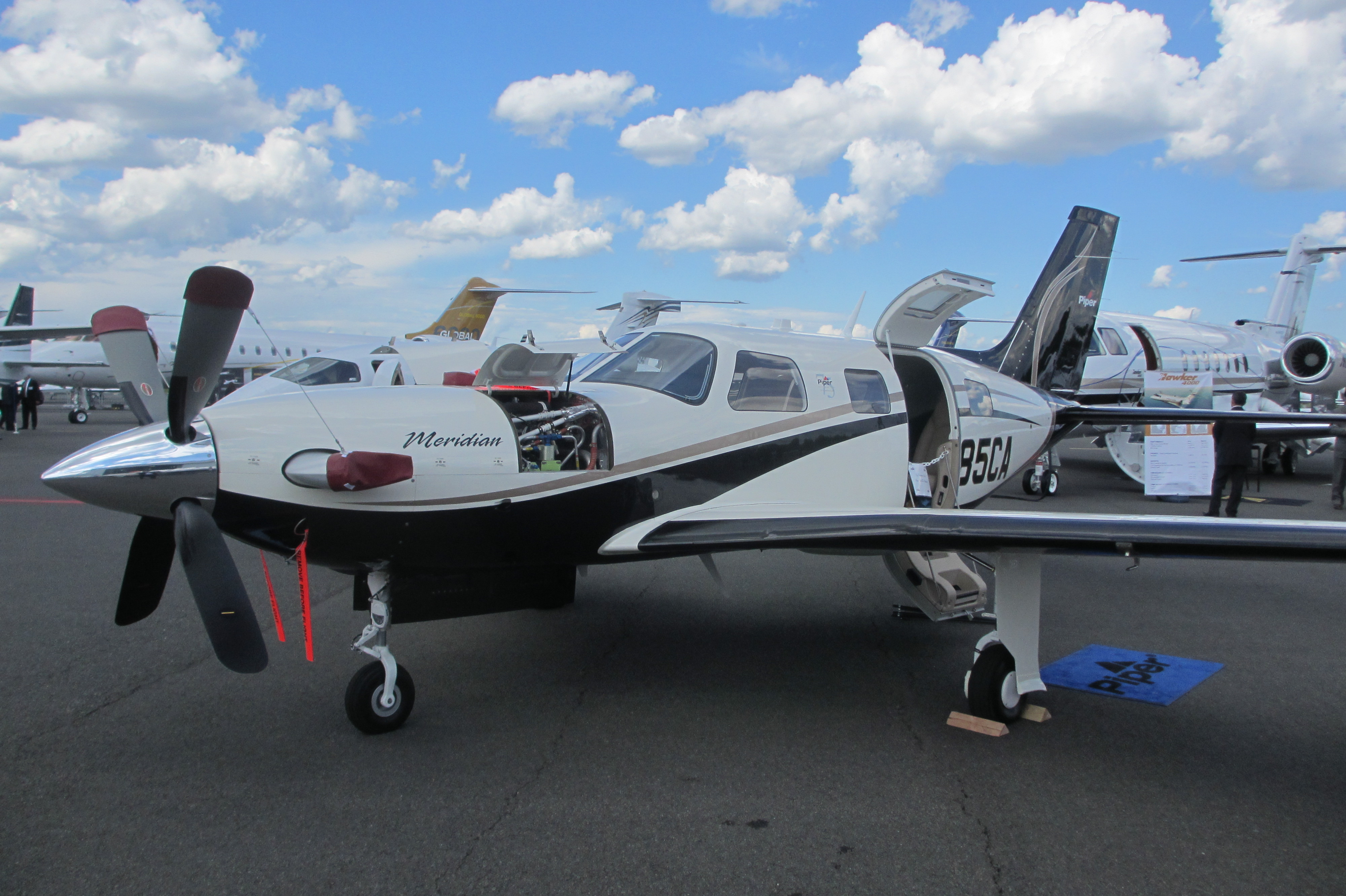
طائرة بايبر ميريديان مع عرض المحرك

لدى معظم البلدان سلطات تشرف على جميع طیران الطیران المدني، بما في ذلك الطیران العام، وتلتزم بالقواعد الموحدة لمنظمة الطیران المدني الدولي ايكاو (ICAO). ومن الأمثلة على ذلك إدارة الطيران الاتحادية (FAA) في الولايات المتحدة، وهيئة الطيران المدني (CAA) في المملكة المتحدة، ولوفتفهرت-بوندسامت (LBA) في ألمانيا، وبوندسامت فور زيفيلوفتفهرت في سويسرا، وكندا للنقل في كندا، وذي سيفيل (Zivilluftfahrt) هيئة سلامة الطيران (CASA) في أستراليا، والمديرية العامة للطيران المدني (DGCA) في الهند ومنظمة الطيران المدني الإيرانية في إيران.
وتقديرات إحصاءات معدلات حوادث الطيران وفقا للمجلس الوطني لسلامة النقل في الولايات المتحدة، في عام 2005 توضح مدى معاناة الطيران العام في الولايات المتحدة (باستثناء الميثاق) من 1.31 حادث مميت لكل 100,000 ساعة طيران، مقارنة مع 0.016 لرحلات الطيران المقررة. وفي كندا، شكلت الرحلات الترفيهية 0.7 حادث مميت لكل 1000 طائرة، في حين شكلت سيارة أجرة الهواء 1.1 حادث مميت لكل 100,000 ساعة. ومزيد من طيارين الطيران المدني لديهم الخبرة التي تظهر أكثر أمانا عموما، على الرغم من أن العلاقات بين ساعات الطيران والحوادث ومعدلاتها معقدة وغالبا ما يصعب تقييم.

## انظر ايضًا
- طيران مدني
- مطار ميامي الدولي
- إسعاف جوي